# Zuid-Korea op de Olympische Zomerspelen 1952
Zuid-Korea nam deel aan de Olympische Zomerspelen 1952 in Helsinki, Finland. Net als vier jaar eerder werden twee bronzen medailles behaald. Ook toen was Kim Sung-Jip medaillewinnaar.

## Medailles

### 3Brons
- Kang Jun-Ho — Boksen, mannen bantamgewicht
- Kim Sung-Jip — Gewichtheffen, mannen middengewicht

## Resultaten en deelnemers per onderdeel

### Wielersport

#### Wegwedstrijden
Mannen individuele wegwedstrijd (190.4 km)
- Kwon Ik-Hyun — niet gefinisht (→ niet geklasseerd)
- Im Jang-Jo — niet gefinisht (→ niet geklasseerd)
- Kim Ho-Soon — niet gefinisht (→ niet geklasseerd)

Argentinië · Australië · Bahama's · België · Bermuda · Birma · Brazilië · Brits-Guiana · Bulgarije · Canada · Ceylon · Chili · China · Cuba · Denemarken · Duitsland · Egypte · Filipijnen · Finland · Frankrijk · Goudkust · Griekenland · Groot-Brittannië · Guatemala · Hongarije · Hongkong · Ierland · IJsland · India · Indonesië · Iran · Israël · Italië · Jamaica · Japan · Joegoslavië · Libanon · Liechtenstein · Luxemburg · Mexico · Monaco · Nederland · Nederlandse Antillen · Nieuw-Zeeland · Nigeria · Noorwegen · Oostenrijk · Pakistan · Panama · Polen · Portugal · Puerto Rico · Roemenië · Saarland · Singapore ·  Sovjet-Unie · Spanje · Thailand · Trinidad en Tobago · Tsjecho-Slowakije · Turkije · Uruguay · Venezuela · Verenigde Staten · Vietnam · Zuid-Afrika · Zuid-Korea · Zweden · Zwitserland